# Johann Friedrich Rhode
Johann Friedrich Rhode, död efter 1769, var en tysk orgelbyggare och klaverbyggare i Dantzig. Han byggde åtminstone fyra ny orglar mellan 1760 och 1769.

## Biografi
Namnet indikerar att han kan ha tillhört en familj från Thüringen. Från 1726 till 1746 var en person med namnet Johann Friedrich Rhode lärare och organist i Praust nära Dantzig. Han fick sonen Gottfried Emanuel Rhode som efterträdare Rhode som lärare och organist i Praust. Johann Friedrich Rhode var troligen far till orgelbyggaren Rhode.
Johann Friedrich Rhode var antagligen elev till Andreas Hildebrandt i Dantzig, vilket framgår av en liknande konstruktion på en orgel. 1749 var Rhode bosatt i Dantzig och arbetade för orgelbyggaren Christoph Heinrich Obuch i Mohrungen. Rhode utförde samma år arbeten på orgeln i Saalfeld, Ostpreussen.
Gottlieb Paschke var möjligen elev till Rhode. 

### Sverige
Rhode var åtminstone mellan 1754 och 1755 gesäll hos orgelbyggarna Jonas Gren och Petter Stråhle i Stockholm. Han hjälpte dom bland annat att bygga orgeln i Slottskyrkan, Stockholm (1751–1753).

### Dantzig
Rhode bosatte sig åter i Danzig omkring 1760 och byggde åtminstone fyra ny orglar mellan 1760 och 1769.

## Orgelverk
Följande nybyggda orglar är kända från Johann Friedrich Rhode. 
| År        | Ursprunglig kyrka                   | Bild | Manualer | Stämmor | Anmärkningar |
| --------- | ----------------------------------- | ---- | -------- | ------- | --- |
| 1760–1761 | Sankt Johann, Danzig                |      | II/P     | 30      | Liten orgel. Ersatt av Wittek 1912.                                                                                                  |
| 1761–1762 | Evangeliska kyrkan, Ohra            |      | II/P     | 20      | Orgeln och kyrkan brann ner 1813. |
| 1762–1763 | Korsvirkeskyrkan, Rambeltsch        |      | I        | 9       | En ny orgel byggdes 1862 av Schuricht i Danzig.                                                                                      |
| 1765–1769 | Sankt Peter och Pauls kyrka, Danzig |      | II/P     | 40      | Öververket liknar orgeln som byggdes i Slottskyrkan, Stockholm av Gren och Stråhle. Senare reparerades och ombyggd, förstördes 1945. |

- En trolig nybyggnation i Nikolaikirche i Gdansk 1755 genomfördes antagligen av Friedrich Rudolf Dalitz.

### Övriga arbeten
| År   | Ursprunglig kyrka     | Stift | Bild | Manualer | Pedal | Stämmor | Bevarad orgel/fasad | Övrigt |
| ---- | --------------------- | ----- | ---- | -------- | ----- | ------- | ------------------- | --- |
| 1749 | Saalfeld, Ostpreussen | -     |      |          |       |         |                     | Rhode tillverkade en väderlåda till orgeln i augusti 1749. I december samma år tillverkade han en väderlåda till pedalen. Arbetet leddes av orgelbyggaren Christoph Heinrich Obuch. |

## Klaver
Rhode tillverkade även taffel. År 1928 fanns två instrument bevarad i Elbing. Ett i privat ägo med inskriften J. F. Rhode in Dantzig och ett liknande utan inskrift på stadsmuseet i Elbing.